# Elkin Murillo
Elkin Murillo (Urabá, Antioquia, 20 de septiembre de 1977) es un exfutbolista colombiano. Jugaba de delantero y su último equipo fue Cortuluá de la Categoría Primera A de Colombia. Fue internacional con su selección, y parte del plantel campeón de la Copa América en 2001 de forma invicta.

## Trayectoria
Comenzó jugando en el Deportes Quindío entre 1996 y 1999. En 1999 fue contratado por el Independiente Medellín donde anotó 16 goles en 84 partidos. En el 2001 fue contratado por Deportivo Cali y ese año jugó la Copa América resultando Campeón. En Deportivo Cali anotó 22 goles en 106 partidos. En el 2004 fue contratado por la Liga Deportiva Universitaria de Quito donde ganó el Torneo Apertura 2005 anotando 17 goles en 97 partidos. En el 2007 fue contratado por Atlético Nacional donde anotó 2 goles en 33 partidos. El 2008 es contratado por el Sporting Cristal de Perú. Al siguiente año regresó a Ecuador con el Técnico Universitario.
Ha jugado la Copa Libertadores los años 2001, 2003, 2004, 2006 y 2008 y 2011 y la Copa Sudamericana del 2004, 2006 y 2007. En estas competiciones anotó 14 goles en 53 partidos.
En el 2010 jugó con el Deportes Quindío, cumpliendo una importante labor en el equipo que llegó a los cudrangulares semifinales en el Torneo Finalización 2010. En diciembre se marcha del club y en el 2011 firmó con el Deportes Tolima. Luego de jugar el Torneo Apertura 2011 con el equipo pijao finaliza su contrato a comienzos de agosto. En septiembre se confirma su llegada al Deportivo Pereira, club con el cual desciende a la Primera B. En la actualidad se encuentra radicado en el municipio de Filandia, en Quindío, donde tiene su propia escuela de fútbol y es monitor deportivo de la Administración Municipal.

## Selección nacional
Ha sido internacional con la Selección de fútbol de Colombia disputando las Eliminatorias para Corea-Japón 2002 y para Alemania 2006. También jugó las Copa América de 2001 y 2004, resultando campeón en la primera. En total ha anotado 1 gol en 28 partidos.

### Goles internacionales
| # | Fecha     | Lugar            | Rival   | Gol | Resultado | Competición |
| - | --------- | ---------------- | ------- | --- | --------- | ----------- |
| 1 | 30-5-2006 | Silesia, Polonia | Polonia | 1-0 | 2-1       | Amistoso    |

### Participaciones enCopas Oro
| Torneo              | Sede                    | Resultado        | PJ | GA | Asis |
| ------------------- | ----------------------- | ---------------- | -- | -- | ---- |
| Copa de Oro de 2003 | Estados Unidos y México | Cuartos de final | 1  | 0  | 0    |

### Participaciones enCopas América
| Torneo                 | Sede                   | Resultado              | PJ | GA | Asis |
| ---------------------- | ---------------------- | ---------------------- | -- | -- | ---- |
| Copa América 2001      | Colombia               | Campeón                | 4  | 0  | 0    |
| Copa América 2004      | Perú                   | Cuarto lugar           | 5  | 0  | 2    |
| Total en Copas América | Total en Copas América | Total en Copas América | 9  | 0  | 2    |

### Participaciones enCopa Confederaciones
| Copa                      | Sede    | Resultado    | PJ | GA | Asis |
| ------------------------- | ------- | ------------ | -- | -- | ---- |
| Copa Confederaciones 2003 | Francia | Cuarto lugar | 2  | 0  | 0    |

### Participaciones enEliminatorias al Mundial
| Eliminatoria                                | Sede del Mundial       | Posición               | Resultado              | PJ | GA | Asis |
| ------------------------------------------- | ---------------------- | ---------------------- | ---------------------- | -- | -- | ---- |
| Eliminatorias Mundial de Corea y Japón 2002 | Corea del Sur y Japón  | 6°lugar 27pts          | Eliminado              | 4  | 0  | 0    |
| Eliminatorias Mundial de Alemania 2006      | Alemania               | 6°lugar 24pts          | Eliminado              | 4  | 0  | 0    |
| Total en Eliminatorias                      | Total en Eliminatorias | Total en Eliminatorias | Total en Eliminatorias | 8  | 0  | 0    |

## Clubes
| Club                   | País     | Año         |
| ---------------------- | -------- | ----------- |
| Deportes Quindío       | Colombia | 1996 - 1999 |
| Independiente Medellín | Colombia | 1999 - 2000 |
| Deportivo Cali         | Colombia | 2001 - 2003 |
| Liga de Quito          | Ecuador  | 2004 - 2006 |
| Atlético Nacional      | Colombia | 2007 - 2008 |
| Sporting Cristal       | Perú     | 2008        |
| Técnico Universitario  | Ecuador  | 2009        |
| Deportes Quindío       | Colombia | 2010        |
| Deportes Tolima        | Colombia | 2011        |
| Deportivo Pereira      | Colombia | 2011        |
| Cortuluá               | Colombia | 2012 - 2013 |

## Palmarés

### Campeonatos nacionales
| Título              | Club              | País     | Año  |
| ------------------- | ----------------- | -------- | ---- |
| Torneo Apertura     | Liga de Quito     | Ecuador  | 2005 |
| Torneo Apertura     | Atlético Nacional | Colombia | 2007 |
| Torneo Finalización | Atlético Nacional | Colombia | 2007 |

### Copas internacionales
| Título       | Club               | País     | Año  |
| ------------ | ------------------ | -------- | ---- |
| Copa América | Selección Colombia | Colombia | 2001 |